# Lukáš Kintr
Lukáš Kintr (* 1989) je český informatik a manažer, od července 2022 ředitel Národního úřadu pro kybernetickou a informační bezpečnost (NÚKIB).

## Život a kariéra
Vystudoval obory manažerská informatika a informační management na Fakultě podnikatelské Vysokého učení technického v Brně (promoval v roce 2014 a získal titul Ing.). Již v průběhu studia se snažil získat praxi v ICT a rozvíjet znalosti a schopnosti v oblasti kybernetické bezpečnosti.
V roce 2015 nastoupil jako auditor kybernetické bezpečnosti do Národního centra kybernetické bezpečnosti (NCKB), které bylo do roku 2017 součástí Národního bezpečnostního úřadu (NBÚ), a později na NÚKIB působil jako vedoucí oddělení kontroly. Od září 2019 zastával pozici náměstka ředitele NÚKIB pro řízení NCKB, sekce, která je zodpovědná za nastavení strategie zajišťování a prosazování kybernetické bezpečnosti v České republice, za činnost vládního CERT, za jednání a spolupráci s národními a mezinárodními partnery nebo za provádění cvičení v oblasti kybernetické bezpečnosti.
Když v červnu 2022 na funkci ředitele NÚKIB rezignoval Karel Řehka, jelikož se stal náčelníkem Generálního štábu Armády ČR, byl Kintr od 21. června 2022 pověřen řízením celého úřadu.
Dne 29. června 2022 jej jmenovala Fialova vláda ředitelem Národního úřadu pro kybernetickou a informační bezpečnost (NÚKIB), a to s účinností od 1. července 2022.